# Aziatische PGA Tour 2013
De Aziatische PGA Tour 2013 was het 19de seizoen van de Aziatische PGA Tour, sinds 1995. Het seizoen begon met het Zaykabar Myanmar Open, in februari 2013, en eindigde met het King's Cup Golf Hua Hin, in januari 2014. Er stonden 24 golftoernooien op de kalender, inclusief de World Cup of Golf die om de twee jaar wordt georganiseerd.

## Kalender
| Data  | Data  | Toernooi                                 | Land        | Winnaar                 | Score | Score | Info           |
| 2013  | 2013  | 2013                                     | 2013        | 2013                    | 2013  | 2013  | 2013           |
| ----- | ----- | ---------------------------------------- | ----------- | ----------------------- | ----- | ----- | -------------- |
| 21-02 | 24-02 | Zaykabar Myanmar Open                    | Myanmar     | Chawalit Plaphol        | 270   | –18   |                |
| 06-03 | 09-03 | SAIL-SBI Open                            | India       | Anirban Lahiri po       | 273   | –15   |                |
| 14-03 | 17-03 | Avantha Masters                          | India       | Thomas Aiken            | 265   | –23   |                |
| 21-03 | 24-03 | Maybank Malaysian Open                   | Maleisië    | Kiradech Aphibarnrat    | 203   | –13   | Verslag        |
| 28-03 | 31-03 | Chiangmai Golf Classic                   | Thailand    | Scott Hend              | 268   | –20   | Nieuw toernooi |
| 04-04 | 07-04 | Panasonic Open India                     | India       | Wade Ormsby             | 279   | –9    |                |
| 11-04 | 14-04 | Solaire Open                             | Filipijnen  | Wen-tang Lin            | 285   | –3    | Nieuw toernooi |
| 24-04 | 27-04 | Ballantine's Championship                | Zuid-Korea  | Brett Rumford po        | 277   | –11   | Verslag        |
| 02-05 | 05-05 | CIMB Niaga Indonesian Masters            | Indonesië   | Bernd Wiesberger        | 273   | –15   |                |
| 13-06 | 16-06 | Queen's Cup                              | Thailand    | Prayad Marksaeng        | 270   | –14   |                |
| 20-06 | 23-06 | Worldwide Holdings Selangor Masters      | Maleisië    | Pariya Junhasavasdikul  | 275   | –9    |                |
| 05-09 | 08-09 | Omega European Masters                   | Zwitserland | Thomas Bjørn po         | 264   | –20   | Verslag        |
| 12-09 | 15-09 | Yeangder Tournament Players Championship | Taiwan      | Thaworn Wiratchant      | 275   | –13   |                |
| 26-09 | 29-09 | Asia-Pacific Panasonic Open              | Japan       | Masahiro Kawamura       | 275   | –9    |                |
| 03-10 | 06-10 | Mercuries Taiwan Masters                 | Taiwan      | Scott Hend              | 285   | –3    |                |
| 10-10 | 13-10 | CJ Invitational                          | Zuid-Korea  | Sung-hoon Kang          | 276   | –12   |                |
| 17-10 | 20-10 | Venetian Macau Open                      | Macau       | Scott Hend              | 268   | –16   |                |
| 24-10 | 27-10 | CIMB Classic                             | Maleisië    | Ryan Moore po           | 274   | –14   |                |
| 07-11 | 10-11 | Hero Indian Open                         | India       | Mohd Siddikur           | 274   | –14   |                |
| 14-11 | 17-11 | Resorts World Manila Masters             | Filipijnen  | Wen-chong Liang         | 272   | –16   | Nieuw toernooi |
| 21-11 | 24-11 | ISPS Handa World Cup of Golf             | Australië   | Jason Day               | 274   | –10   | Individueel    |
| 21-11 | 24-11 | ISPS Handa World Cup of Golf             | Australië   | Jason Day & Adam Scott  | 551   | –17   | Team           |
| 28-11 | 01-12 | Indonesia Open                           | Indonesië   | Gaganjeet Bhullar       | 268   | –16   |                |
| 05-12 | 08-12 | Hong Kong Open                           | Hongkong    | Miguel Angel Jiménez po | 268   | –12   | Verslag        |
| 12-12 | 15-12 | Thailand Golf Championship               | Thailand    | Sergio Garcia           | 266   | –22   |                |
| 2014  |       |                                          |             |                         |       |       |                |
| 16-01 | 19-01 | King's Cup                               | Thailand    | Prayad Marksaeng        | 276   | –12   |                |

| po = winnaar na play-off |